# Mimexocentrus
Mimexocentrus es un género de escarabajos longicornios de la tribu Acanthocinini.

## Especies
- Mimexocentrus medioalbus Breuning, 1957
- Mimexocentrus perrieri Breuning, 1957
- Mimexocentrus seminiveus Breuning, 1957